# Balázs Ferenc (író)
Balázs Ferenc (Kolozsvár, 1901. október 24. – Torda, 1937. május 22.) erdélyi magyar író, költő és unitárius lelkész. Közösségszervező és társadalomformáló munkássága messze túlmutatott a két világháború közötti korszak világnézetein, melyben kifejtette tevékenységét.

## Életpályája
Apja postatisztviselő volt. Középiskolai tanulmányait a kolozsvári unitárius kollégiumban végezte, ahol a Kriza János Önképzőkörben és a Remény című diáklapban jelentkezett első írásaival. Gépészmérnöknek készült, de egy fiatalkori tüdőfertőzés gyógyítására az orvos falusi levegőt ajánlott. Így terelődött figyelme a falu felé, ahol akkor az értelmiségi számára csak a gazdatiszti és a papi állás kínálkozott. „Jobb a falu szolgája lenni, mint a grófé” – írja később, s ezzel a meggondolással iratkozik be az unitárius teológiára.
Papnövendék korában megteremtője volt a Tizenegyek antológiájának, itt Jancsó Béla, Kacsó Sándor, Kemény János, Tamási Áron oldalán jelentkezett. Az erdélyiségről és székely mitológiáról írt tanulmánya a csoport eszmei és művészeti hitvallása. Az antológia közli két meséjét is, miután már önálló kötetben tett közzé meséket (Mesefolyam. Szatmár, 1922).
Egyházi ösztöndíjjal sikerült az angliai Oxfordban és az Egyesült Államok-beli Berkeleyben négy évig (1923-27) tanulmányokat folytatnia. Amerikában mint egy békekaraván tagja előadásokat tartott, hangversenyeket rendezett,  agitált és írt angol nyelven. Ázsián át tért haza Kolozsvárra, beutazva Japánt, Kína egy részét, Indiát és Palesztinát.
Föld körüli vándorútjáról írta Bejárom a kerek világot (1923-1928) című munkáját, mely előbb a Keleti Újságban jelent meg folytatásokban, majd könyvalakban (Kolozsvár, 1929, új kiadásban Mikó Imre bevezetésével és jegyzeteivel, 1975). A szokványos útleírásoktól eltérően azt mondja el, hogyan talált önmagára és dolgozta ki – három földrész országait megismerve – egy új társadalom tervét, mely tagadása az ipari kapitalizmusnak és leginkább Rabindranáth Tagore elgondolásaihoz igazodik, akivel, valamint Gandhival, erről személyesen is beszélgetett. „Én a világot ilyen egyszerűnek nem látom” – írta a könyvről Szabédi László az Erdélyi Fiatalokban –, „de az én lelkiismeretem nem olyan tiszta, mint a Balázs Ferencé.”
Ezzel a tiszta lelkiismerettel foglalta el hazatérése után az első neki felajánlott állást: bennlakási felügyelő lett a székelykeresztúri unitárius főgimnáziumban. Amellett ifjúsági konferenciákat rendezett, megindította a Kévekötés című ifjúsági lapot, egyik alapítója volt az Erdélyi Fiatalok című főiskolás lapnak. Ugyanakkor a Korunkban is cikkei jelentek meg, és a Falvak Népe terjesztéséért egyházi főhatósága eljárást indított ellene. Igazi munkaterületét azonban Mészkőn nyerte el, ahol 1930-ban megkezdte lelkészi működését, és ott maradt haláláig.
Erről a nevével annyira összeforrott aranyosmenti községről írja: „itt minden van, ami Erdély: hegy, síkság, megcsuszamlott dombok, sziklák, hasadék, folyó, bánya s közelben a gyárakkal javított (vagy rontott) kisváros: Torda. Lakosai románok és magyarok: földművesek, iparosok, gyári munkások és hivatalbeliek.” Itt kezdett hozzá négyéves falufejlesztő tervének megvalósításához, a dániai szövetkezeti falvak mintájára. Primitív autarchiára akarta berendezni először a községet, aztán az egész vidéket, függetleníteni akarta a világpiactól, s a falusi életformát propagálta, amelyben az emberek – szerinte – nem válnak egyoldalúvá, hanem rátalálnak a természet és a társadalom összhangjára.
Gazdasági tervei a világválság idején összeomlottak, de közben mégis megújult egy kis falu, virágzott a népfőiskola, működött a színjátszó csoport és a dalárda. Ifjúsági daloskönyvet állított össze (Szent-Iványi Sándorral és Mikó Imrével, Kolozsvár 1931).
1932-től részt vett a marosvécsi helikoni találkozókon; 1933-ban itt az 1932. év erdélyi magyar irodalmáról tartott előadást, később az ő javaslatára kezdett foglalkozni az íróközösség egy népművelő könyvsorozat problémáival. Szövetkezeti elgondolásait Aranyosszéki tervek (Torda, 1933) című röpiratában írta le. Ezek a tervek részben valósággá váltak, amikor megalakította a Vidékfejlesztő Szövetkezetet. Csak midőn a tüdőbaj ismét leveri a lábáról, ér rá A rög alatt (Torda 1936) című emlékiratában vallomást tenni világ körüli útja óta végzett munkáiról, kudarcairól és az „álmok szalmájáról”, amelyet nem szűnt meg csépelni. „Lenni kevesek megértettje, többek kovásza, sokak testében tövis” – foglalja össze népnevelő erkölcstanát.
Tordára vitték gyógyulni, kislányát elkülönítik tőle, dán származású amerikai felesége, Frederiksen Kriszti, nem egy cikkének társszerzője ápolja. Betegágyában fejezi be Zöld árvíz című regényét (Kolozsvár 1936), amelyben megírja egy vidéki értelmiségi tragikus küzdelmét az elsodort faluban. Országos részvét mellett temették el Mészkőn. Az Erdélyi Helikonban Tamási Áron búcsúztatta, a Korunkban Gaál Gábor ezt írja róla: „Az emberség, a tisztaság volt példaadó benne.”
Az erdélyi irodalom ideológusának és szervezőjének indult, de amint a világ kitárul előtte, búcsút mond az irodalomnak, fontosabbnak tartja a társadalom anyagi és erkölcsi megújítását, s csak akkor tér vissza az irodalomhoz, amikor már a betegség nem hagyja társadalmi téren tevékenykedni. A fiatalkori mesék és versek éppen úgy, mint regénye és publicisztikai írásai, faluszervező tevékenységével kapcsolatosak. Legtöbbjének ő maga a hőse, a népnevelő, a társadalomszervező, a 20. századi utópista szocialista. Sohasem művel öncélú irodalmat, írásaiban a falusi néphez és az ifjúsághoz szól, akikre az új társadalom felépítésében alapozni akar.
Szépíróként ízesen, zamatosan tud mesélni, tréfásan mond el komoly dolgokat, tud leegyszerűsítő is lenni, és elnagyolja írásait, ha az ügy érdekében sietnie kell. Ezért írói munkássága is csak saját mértékével mérhető: mint félíró és egész ember mutatott a közösség szolgálatára példát. Posztumusz kiadásban jelent meg a Mesék is (Marosi Ildikó zárszavával, 1973).
Alakját munkatársa, Pálfi Miklós tordaszentmihályi földművesíró mintázta meg Útépítők című alkalmi darabjában (bemutatta Ferenczy Gyula színtársulata 1936-ban Tordán); korszerűen örökíti meg jelképessé vált magatartását Vásárhelyi Géza Balázs Ferenc című drámája (kéziratban, 1973). Nevét viseli a tordai Mihai Viteazul Líceum magyar irodalmi köre.

## Művei
- Mesefolyam (mesék) Szatmár, 1922
- Bejárom a kerek világot (útirajz) Kolozsvár, 1929
- Ifjúsági daloskönyv (Szent-Iványi Sándorral és Mikó Imrével), Kolozsvár, 1931
- Gandhi (Erdélyi Helikon, 1932)
- Tagore (Erdélyi Helikon, 1932)
- Kis hittan, Torda, 1932
- Aranyosszéki tervek; s.n., Torda, 1933 (röpirat a szövetkezetekről)
- Zöld árvíz (regény), Kolozsvár, 1934
- A rög alatt (emlékirat), Torda, 1936
- Közérthető evangélium, Torda, 1936
- Új ember vallása (kéziratban maradt teológiai szövegek), Torda, 1937
- A rög alatt. 1928–1935; szöveggond. Szőcs Katalin; Mentor, Marosvásárhely, 1998
- Bejárom a kerek világot. 1923–1928; Püski, Bp., 1999
- "Csillaghoz kötöttük szekerünk". Balázs Ferenc levelei Christine Frederiksenhez; szöveggond., előszó Vallasek Júlia, ford. Vallasek Júlia, Vallasek Márta; Kriterion, Kolozsvár, 2002
- Mesék, amiket neked írtam; Mentor, Marosvásárhely, 2007
- Örökmécs lángja füstöt nem ereszt. Válogatott versek; szerk. Farkas Wellmann Éva; Magyar Unitárius Egyház Magyarországi Egyházkerülete, Bp., 2019